# Carmen y Lola
Carmen y Lola es una película dramática española de 2018 dirigida por Arantxa Echevarría y protagonizada por Rosy Rodríguez y Zaira Romero, que narra la historia de dos gitanas lesbianas en un entorno gitano conservador, que tienen que elegir entre su amor o su familia y cultura.

## Argumento
Carmen vive en una comunidad gitana en los suburbios de Madrid. Como cualquier otra mujer que haya conocido, está destinada a vivir una vida que se repite generación tras generación: casarse y criar a tantos niños como sea posible. Pero un día conoce a Lola, una gitana poco común que sueña con ir a la universidad, dibuja grafitis de pájaros y le gustan las mujeres. Carmen desarrolla rápidamente una complicidad con Lola y descubren un mundo que, inevitablemente, les lleva a ser rechazadas por sus familias.

## Reparto
La directora trató de darle un tono marcadamente realista a la película, para lo que empleó actores no profesionales y le dio un tono documental a la narración.
- Rosy Rodríguez como Carmen
- Zaira Romero como Lola
- Moreno Borja como Paco
- Carolina Yuste como Paqui
- Rafaela León como Flor

## Localizaciones de rodaje
La película fue rodada en la Unidad Vecinal de Absorción, del barrio de Hortaleza de Madrid.

## Premios

### Goya
| Año  | Categoría               | Persona                               | Resultado |
| ---- | ----------------------- | ------------------------------------- | --------- |
| 2019 | Mejor película          | Mejor película                        | Nominada  |
| 2019 | Mejor dirección novel   | Arantxa Echevarría                    | Ganadora  |
| 2019 | Mejor actriz de reparto | Carolina Yuste                        | Ganadora  |
| 2019 | Mejor guion original    | Arantxa Echevarría                    | Nominada  |
| 2019 | Mejor canción original  | Paco de la Rosa por Me vas a extrañar | Nominada  |
| 2019 | Mejor actriz revelación | Rosy Rodríguez                        | Nominada  |
| 2019 | Mejor actriz revelación | Zaira Romero                          | Nominada  |
| 2019 | Mejor actor revelación  | Moreno Borja                          | Nominado  |

### Premios Platino
| Año  | Categoría                    | Persona            | Resultado |
| ---- | ---------------------------- | ------------------ | --------- |
| 2019 | Mejor Ópera Prima de Ficción | Arantxa Echevarría | Nominada  |
| 2019 | Cine y Educación en Valores  | Arantxa Echevarría | Nominada  |

### Otros premios
Festival Cinespaña de Toulouse (2018)
- Violeta de Oro a la mejor película
- Premio a la mejor interpretación masculina para Moreno Borja
- Premio del público

Premios Fugaz al cortometraje español (2019)
- Nominada a mejor largometraje

## Recepción
En el agregador de comentarios Rotten Tomatoes, la película tiene una calificación de aprobación del 90%, sobre la base de 21 revisiones con una calificación promedio de 6.8/10.
La cinta fue seleccionada para la pantalla en la Quincena de Realizadores del Festival de Cine de Cannes 2018. Recibió ocho nominaciones a los Goya 2019 y fue ganadora del galardón a Mejor dirección novel (Arantxa Echevarría) y Mejor actriz de reparto (Carolina Yuste). El Festival Cinespaña de Toulouse cerró la 23.ª edición el 14 de octubre de 2018. La película se alzó con la Violeta de Oro a la mejor película, logrando además otros dos galardones, el de Moreno Borja como mejor actor y el premio del público.